# Светское государство
| Светские государства Государства с официальными религиями Нет чётких формулировок |

Све́тское госуда́рство — государство с устройством, где религия отделена от государственной власти и которое регулируется на основе гражданских, а не религиозных норм; решения государственных органов не могут иметь религиозного обоснования.
«В настоящее время в науке доминирует представление о светском государстве как о государстве, в котором не существует какой-либо официальной государственной религии и ни одно из вероучений не признаётся обязательным и предпочтительным. Соответственно, светский характер государства предполагает, что государство и религия отделены друг от друга и не вмешиваются в дела друг друга».

## История концепции и её реализации
В Древней Греции гражданская жизнь людей была в значительной степени отделена от религии. Однако всё мировоззрение было пронизано религиозным мышлением, а каждое государство приписывало себе покровительство того или иного бога. В системе воззрений греков и других народов на государство и мир над верховной властью так или иначе стояло высшее божество. Долгое время государственный правитель считался избранником богов или вовсе посланным богами. Таким образом, государство было неразрывно связано с религией, политика светской власти так или иначе зависела от жречества.
Одним из первых мыслителей, разделивших власть государственную и власть божественную, был Аврелий Августин. Он преодолел слияние божественной и мирской власти, говоря о том, что они должны быть разведены, однако им необходимо помогать друг другу для лучшего управления. Хотя Августин ещё не употреблял самих терминов «светское государство», «светская власть», говоря о государственной власти, он имел в виду именно их. Однако, несмотря на то что в его системе была выделена сама идея светской власти, не связанной с Церковью, сама эта власть, по его мнению, стояла ниже последней.
Мартин Лютер был противником слияния государственной и церковной власти и говорил о необходимости жёсткого разграничения их сфер деятельности, при этом отдавая явное преимущество власти церковной. В его рассуждениях также выражена идея о светской власти, которая не имеет никакого отношения к божественному провидению, но которая должна в первую очередь защищать Церковь и её сторонников от зла, которого в мире больше, чем добра.
К идее светского государства обращался и Жан Боден в процессе поиска путей урегулирования споров во Франции между протестантами и католиками. Он пришёл к выводу, что только государство, основанное на ценностях веротерпимости, способно предотвратить подобные споры.
В начале XVII века активно развивали идею светского государства и английские философы. Так, Томас Гоббс писал о том, что только светская сильная власть способна предотвратить человечество от возвращения в состояние войны «всех против всех». Один из родоначальников классического либерализма, Джон Локк, писал о необходимости создания светского государства на основе веротерпимости, так как выбор вероисповедания — пространство свободы каждого человека.
Значительный прорыв в разработке идей светского государства произошёл в эпоху Просвещения. Такие мыслители, как Шарль Монтескьё, Жан-Жак Руссо, Вольтер и другие, выступали за свободу вероисповедания и отказ церкви от участия в управлении государством. В это время происходила разработка уже целостной концепции светского государства в США, автором которой стал Томас Джефферсон. Он писал о необходимости соблюдения свободы слова, свободы вероисповедания, выступал против института государственной религии, считая все религии равноправными.

### В России
В эти же годы происходит и зарождение общественно-политической мысли в России. Так, идеолог Петра I Феофан Прокопович, опираясь на ценности православия, высказал идею о необходимости подчинения церкви светскому самодержавному монарху, а отделение её от государства считал пороком католицизма. Кроме того, он положительно отзывался об учреждении Синода, считая коллективное управление церковными делами наилучшим. В его сочинениях нашло своё отражение не только стремление оправдать реформы царя, но и ещё раз обличить действия патриарха Никона, который считал, что «священство выше царства».
В дальнейшем многие русские мыслители укреплялись во мнении об одновременной необходимости веры для русского человека и о подчинённом положении церкви по отношению к светской самодержавной власти. Так, Владимир Сергеевич Соловьёв писал о том, что церковь просто не может конкурировать в борьбе со светской властью. Николай Александрович Бердяев писал о том, что ввиду различия происхождения религии и государства, а также разницы в их назначении, церковь не должна стремиться заменить собой государство, а то, в свою очередь, не должно вмешиваться в духовную жизнь граждан, выполняя лишь свои прямые светские функции.

## Основные черты
Законодательство светского государства может соответствовать (полностью или частично) религиозным нормам; «светскость» определяется не наличием противоречий с религиозными установками, а свободой от таковых. Например, запрет абортов является светским решением, если это обосновывается общегуманистическими соображениями (точнее — медико-биологической целесообразностью), а не религиозными предпосылками.
В светском государстве каждый человек вправе рассчитывать на то, что он сможет жить, не обращаясь к религиозным институтам. Например, заключение браков и осуществление правосудия является в нём прерогативой государства. В светском государстве последователи всех религий равны перед законом.
Принцип светскости предполагает отделение государства от религиозных догм, но не означает удаление религии из общественной жизни. Также он способствует разграничению сфер влияния государства и религиозных организаций при сохранении роли государства как основной формы организации общественно-политической власти.
В социологической науке представлена типология светских и несветских государств по различным основаниям. Критерии классификации светских государств: 1) наличие партнёрства государства и религиозных организаций и 2) степень влияния религии на правовую систему государства. Данные критерии позволяют выделить четыре типа светских государств:
преференциальный, эквипотенциальный (государство стремится к максимально возможной изоляции религиозных организаций от государственной жизни), контаминационный, идентификационный (сотрудничество государства с религиозными организациями).

## Светские государства в мире
Североамериканские страны, около трети европейских и африканских стран, а также некоторые азиатские страны называют себя светскими в своих конституциях или других официальных документах.
Большинство мусульманских стран не отвечает критериям светскости. Так, Иран и Саудовская Аравия официально являются теократическими государствами, в конституциях большинства арабских стран записано, что их законодательство основано на Коране и шариате, религиозная форма брака является единственно возможной. В Малайзии в последние годы произошёл отход от светского государства (появилась религиозная полиция, разбирающая дела мусульман). Из государств с преобладанием мусульманского населения светскими являются, например, Турция, Казахстан, Узбекистан, Таджикистан, Кыргызстан, Туркменистан, Азербайджан, Албания.
Кроме того, бывают случаи, когда государство имеет государственную религию и вместе с тем провозглашает себя светским (Англия, Дания, Египет, Тунис, Бангладеш и другие).
Религия не отделена от государства и в Израиле. На территории Израиля могут быть заключены лишь религиозные браки, действуют ограничения на работу многих заведений и общественного транспорта в субботу, а в государственных и армейских заведениях обязателен Кашрут. Наличие государственного раббанута (равината), заведующего браками, разводами, ограничениями в субботу и кашрутом, является главным препятствием на пути к отделению религии от государства.